# Aaron Thomas
Aaron Thomas, né le 3 décembre 1991, à Cincinnati, en Ohio, est un joueur américain de basket-ball. Il évolue au poste d'ailier.